# غليكوبيرونيوم
غليكوبيرونيوم، المعروف أيضًا باسم غليكوبيرولات، هو دواء يستخدم لعلاج داء الانسداد الرئوي المزمن، و اللعاب الزائد، وفرط التعرق.  يمكن تناوله عن طريق الفم، أو الحقن، أو وضعه على الجلد، أو استنشاقه.  وقد تستمر التأثيرات لمدة تصل إلى 12 ساعة. وهو متوفر أيضًا بالاشتراك مع ناهض مستقبلات بيتا طويل المفعول (LABA) و الستيرويد المستنشق.
تشمل الآثار الجانبية الشائعة له: جفاف الحلق، واحتباس البول، وضبابية الرؤية، وكبر حدقة العين، والصداع، والارتباك، والنعاس، والإمساك. قد تشمل الآثار الجانبية الأخرى: ردود الفعل التحسسية والتشنج ال قصبي. السلامة أثناء الحمل غير واضحة عند تناوله. وهو مضاد مسكاريني. ولا يعبر عادة الحاجز الدموي الدماغي.
تمت الموافقة على الغليكوبيرونيوم للاستخدام الطبي في الولايات المتحدة في عام 1961. علاوة على ذلك، فهو مدرج في قائمة الأدوية الأساسية النموذجية لمنظمة الصحة العالمية كبديل للتيوتروبيوم. في المملكة المتحدة، يكلف شهر من الأدوية المستنشقة هيئة الخدمات الصحية الوطنية حوالي 28 جنيهًا إسترلينيًا اعتبارًا من عام 2021. أما في الولايات المتحدة، يعتبر الدواء رخيص الثمن.